# Jérôme Louis Rakotomalala
Pour les articles homonymes, voir Rakotomalala.
Jérôme Henri Rakotomalala, o.m.i., né le 15 juillet 1914 à l'Île Sainte-Marie et mort le 1er novembre 1975 à Tananarive, est archevêque de Tananarive de 1960 à sa mort et premier cardinal malgache.

## Biographie
Il est ordonné prêtre le 31 juillet 1943 pour le diocèse de Tananarive. Il en est le vicaire général de 1946 à 1960.
Le 1er avril 1960, le pape Jean XXIII le nomme archevêque de Tananarive, succédant à Victor Sartre qui a démissionné pour laisser la place à un prêtre du pays. Il est consacré par le pape en personne le 8 mai suivant.
Il prend part au Second concile du Vatican entre 1962 et 1965.
Le pape Paul VI le crée cardinal avec le titre de cardinal-prêtre de  S. Marie Consolatrice al Tiburtino lors du consistoire du 28 avril 1969. Il est le premier cardinal malgache.

## Succession apostolique
Jérôme Louis Rakotomalala a ordonné les évêques suivants :
- Évêque Luigi Dusio (de), C.M. (1967)
- Évêque Jérôme Razafindrazaka (de) (1972)
- Évêque Nicolas Ravitarivao (de) (1973)
- Évêque Jean-Maria Rakotondrasoa (de), M.S. (1974)